# Dansk Film Revy 1937-1942
|  | Denne artikel er oprettet af botten Steenthbot ud fra en ekstern database. Den kan derfor have sproglige fejl eller mangler. Denne skabelon kan fjernes efter kontrol af indholdet. |

Dansk Film Revy 1937-1942 er en dansk ugerevy fra 1942.

## Handling
Fire Dansk Film Revy-indslag fra perioden 1937-1942:
1) 29/7 1938 svømmer Jenny Kammersgaard over Østersøen, fra Gedser til Warnemünde, på 40 timer og 19 minutter - på grund af strømforholdene bliver det til omkring 110 km.
2) Storstrømsbroen indvies 26/9 1937 på Kong Christian X's fødselsdag.
3) Kong Christian X's 25 års regeringsjubilæum 15/5 1937. Hyldest på Amalienborg Slotsplads. Gudstjeneste i Vor Frue Kirke. Soldaterparade på Lille Triangel. Studenternes fakkeltog fra Rosenborg Execerplads.
4) Kong Christian X's 30 års regeringsjubilæum 15/5 1942. Dagen starter med kongens sædvanlige morgenridetur. Kongen taler til folket fra Amalienborg Slots balkon.

## Medvirkende
- Kong Christian X
- Kong Frederik IX
- Dronning Ingrid
- Prins Knud
- Dronning Alexandrine
- Dronning Margrethe II